# Matthias Gansrigler
Matthias Gansrigler (* 4. Jänner 1896 in Deutschkreutz; † 9. Februar 1938 ebenda) war ein österreichischer Landwirt und Politiker der Christlichsozialen Partei. Gansrigler war verheiratet und von 1927 bis 1930 Abgeordneter zum Burgenländischen Landtag.
Gansrigler wurde als Sohn des Gastwirts Josef Gansrigler geboren. Er besuchte die Volksschule und war in der Folge als Weinhändler und Gastwirt tätig. Gansrigler hatte zwischen 1928 und 1934 das Amt des Bürgermeisters von Deutschkreutz inne und vertrat die Christlichsoziale Partei zwischen dem 20. Mai 1927 und dem 5. Dezember 1930 im Burgenländischen Landtag.